# Narandiba
Narandiba is een gemeente in de Braziliaanse deelstaat São Paulo. De gemeente telt 4.167 inwoners (schatting 2009).